# Jens Hultén
Jens Hultén, né le 6 décembre 1963 à Stockholm, est un acteur suédois.
Il commence sa carrière au cinéma en 1997, avec le film Under ytan. On le voit ensuite dans des productions suédoises (Gränsen, Innan frosten, Les Petits Jönsson : La Chasse à l'autographe, Le Vieux qui ne voulait pas fêter son anniversaire, Braquage à la suédoise) ou étrangères (Skyfall, Mission impossible : Rogue Nation).
Il joue aussi à la télévision (Wallander : Enquêtes criminelles, Les Enquêtes du commissaire Winter).

## Filmographie partielle
- 1997 : Under ytan
- 2001 : Farligt förflutet
- 2001 : Blå måndag
- 2003 : Norrmalmstorg
- 2003 : At Point Blank
- 2005 : Made in Yugoslavia
- 2005 : Som man bäddar
- 2005 : Wallander: Innan frosten
- 2006 : Les Petits Jönsson : La Chasse à l'autographe (Lilla Jönssonligan & stjärnkuppen)
- 2007 : Beck – Gamen
- 2009 : Johan Falk: Gruppen för särskilda insatser
- 2009 : Johan Falk: Vapenbröder
- 2009 : Johan Falk: National Target
- 2011 : Gränsen
- 2012 : Skyfall de Sam Mendes
- 2013 : Le Secret du Ragnarok de Mikkel Brænne Sandemose
- 2013 : Le Vieux qui ne voulait pas fêter son anniversaire (The Hundred-Year-Old Man Who Climbed Out the Window and Disappeared) de Felix Herngren
- 2015 : Braquage à la suédoise (Jönssonligan – Den perfekta stöten) d'Alain Darborg
- 2015 : Mission impossible Rogue Nation de Christopher McQuarrie : Janik Vinter
- 2016 : Alpha d'Albert Hughes : Xi
- 2016 : Le Vieux qui ne voulait pas payer l'addition de Felix Herngren et Måns Herngren (en) : Pike (Der Boss)
- 2025 : L'Ultime Braquage (The Quiet Ones) de Frederik Louis Hviid : Joppe